# Jessica Walter (Skirennläuferin)
Jessica Walter (* 14. Oktober 1984 in Vaduz) ist eine ehemalige Liechtensteiner Skirennläuferin, die dem Nationalkader des Liechtensteinischen Skiverbandes angehörte. Sie wurde Junioren-Vizeweltmeisterin im Riesenslalom und gewann ein Rennen im Europacup. Walter nahm einmal an Weltmeisterschaften und Olympischen Winterspielen teil und kam im Weltcup dreimal unter die besten 25. Ihre Karriere wurde durch Verletzungen mehrmals unterbrochen. Nach ihrem vierten Kreuzbandriss zog sie sich im Jahr 2007 vom Spitzensport zurück.

## Biografie
Walter nahm im Januar 2000 erstmals an FIS-Rennen teil, ein Jahr später folgten die ersten Starts im Europacup. Im Februar 2001 nahm sie erstmals an Juniorenweltmeisterschaften teil. Sie konnte sich in allen Bewerben klassieren und erreichte als bestes Ergebnis Rang 23 im Super-G. Ein Jahr danach erlitt sie in der Abfahrt der Junioren-WM 2002 ihre erste schwere Verletzung, weshalb sie die Saison vorzeitig beenden musste. Am 22. Dezember 2002 hatte Walter im Slalom von Lenzerheide ihren ersten Start im Weltcup. Sie konnte sich aber nicht für den zweiten Durchgang qualifizieren. Im Februar 2003 nahm sie an den Weltmeisterschaften in St. Moritz teil. Sie belegte Rang 34 im Slalom und Rang 36 im Riesenslalom. Drei Wochen später kam sie bei den Juniorenweltmeisterschaften auf Platz neun im Slalom und auf Rang 19 im Riesenslalom.
In der Saison 2003/04 gelangen der Liechtensteinerin ihre besten Resultate. Am 16. Januar kam sie im Europacup erstmals unter die besten zehn und neun Tage später holte sie ihre ersten Weltcuppunkte, als sie im Slalom von Maribor den 24. Platz belegte. Am 6. Februar feierte sie im Slalom von Lenggries ihren einzigen Europacupsieg. Zwei Tage danach erreichte sie mit Platz 17 im Slalom von Zwiesel ihr bestes Weltcupergebnis. Eine weitere Woche später gewann sie bei den Juniorenweltmeisterschaften 2004 in Maribor hinter der Deutschen Maria Riesch die Silbermedaille im Riesenslalom. Im Slalom wurde sie Achte und in der Abfahrt und im Super-G konnte sie sich jeweils unter den besten 30 platzieren, womit sie in der Kombinationswertung auf Rang fünf kam. Am 8. März erlitt sie jedoch beim Europacupfinale in der Sierra Nevada einen Kreuzbandriss. In der Europacup-Gesamtwertung kam Walter in der Saison 2003/04 mit einem Sieg, zwei weiteren Podestplätzen und weiteren sieben Top-Ten-Resultaten auf den dritten Rang; in der Slalomwertung belegte sie Rang fünf.
Gleich zu Beginn des nächsten Winters erlitt Walter im Weltcup-Riesenslalom von Aspen wieder einen Kreuzbandriss, weshalb für sie die Saison schon Ende November vorbei war. Zu Beginn der Saison 2005/06 konnte die Liechtensteinerin wieder zwei FIS-Rennen gewinnen und im Europacupslalom von Zoldo belegte sie Rang fünf. Im Weltcup kam sie am 29. Dezember mit Rang 22 im Slalom von Lienz zum dritten Mal in die Punkteränge. Am 31. Januar 2006 verletzte sich Walter im Europacup-Slalom in La Plagne an der Schulter. Die Verletzung war aber nicht schwerwiegend und so konnte sie an den Olympischen Winterspielen 2006 in Turin teilnehmen. Bei der Eröffnungsfeier wurde ihr die Ehre zu teil, die Fahnenträgerin der fünfköpfigen Liechtensteiner Mannschaft zu sein. Bei den Rennen kam sie nur im Slalom zum Einsatz und belegte Rang 32. Im nächsten Winter erlitt sie Anfang Januar 2007 ihren bereits vierten Kreuzbandriss, der sie schliesslich dazu bewog, ihre Karriere im Alter von 22 Jahren zu beenden.
Jessica Walter ist die Tochter der ehemaligen Skirennläuferin Petra Wenzel-Walter und damit Nichte von Hanni und Andreas Wenzel sowie Cousine der bis 2020 aktiven Skirennläuferin Tina Weirather.

## Erfolge

### Olympische Winterspiele
- Turin 2006: 32. Slalom

### Weltmeisterschaften
- St. Moritz 2003: 34. Slalom, 36. Riesenslalom

### Juniorenweltmeisterschaften
- Verbier 2001: 23. Super-G, 24. Abfahrt, 30. Riesenslalom, 35. Slalom
- Briançonnais 2003: 9. Slalom, 19. Riesenslalom
- Maribor 2004: 2. Riesenslalom, 5. Kombination, 8. Slalom, 22. Abfahrt, 29. Super-G

### Weltcup
- 3 Platzierungen unter den besten 25

### Europacup
- Saison 2003/04: 3. Gesamtrang, 5. Slalomwertung
- 1 Sieg (Slalom in Lenggries am 6. Februar 2004), zwei weitere Podestplätze

### FIS-Rennen
- 4 Siege in FIS-Rennen